# Hur Mi-jung
Hur Mi-jung of Mi Jung Hur (Koreaans: 허미정; Zuid-Korea, 5 december 1989) is een Zuid-Koreaanse golfprofessional. Ze debuteerde in 2009 op de LPGA Tour. Tegenwoordig golft ze ook onder de naam M.J. Hur.

## Loopbaan
Hur golfte jarenlang bij de amateurs in Zuid-Korea. In 2006 werd ze door de sponsors uitgenodigd voor het Hana Bank-KOLON Championship waar ze een zesde plaats behaalde. In eind 2007 werd ze een golfprofessional.
In 2008 maakte ze haar debuut op de Futures Tour en behaalde in haar eerste seizoen één zege door de Louisiana Pelican Classic te winnen. Op het einde van het seizoen stond ze op de vierde plaats van de "Order of Merit" en kreeg ze een speelkaart voor de LPGA Tour in 2009.
In 2009 speelde Hur haar eerste volledige golfseizoen op de LPGA Tour waar ze meteen één golftoernooi won. Ze won de Safeway Classic nadat ze de play-off won van Suzann Pettersen en Michele Redman.

## Prestaties
LPGA Tour
| Nr. | Datum             | Toernooi                   | Score           | Score | Info                                                   |
| --- | ----------------- | -------------------------- | --------------- | ----- | ------------------------------------------------------ |
| 1   | 30 augustus 2009  | Safeway Classic            | 69-69-65=203    | –13   | Won de play-off van Suzann Pettersen en Michele Redman |
| 2   | 21 september 2014 | Yokohama Tire LPGA Classic | 64-70-67-66=267 | –21   |                                                        |

Futures Tour
| Nr. | Datum         | Toernooi                  | Score        | Score | Info                            |
| --- | ------------- | ------------------------- | ------------ | ----- | ------------------------------- |
| 1   | 20 april 2008 | Louisiana Pelican Classic | 67-71-68=206 | –10   | Won de play-off van Vicky Hurst |